# Economia da Escócia
A economia escocesa é baseada na alta produção têxtil e agrícola, sendo também tradicional a produção de uísque.
Edimburgo e Glasgow são as cidades mais industrializadas da Escócia. A evolução da economia escocesa é fundamentalmente dependente da evolução da economia de todo o Reino Unido.
- PIB (Produto Interno Bruto): US$ 172 bilhões (2006)
- Renda per capita: US$ 27.555
- Principais atividades econômicas: indústria, finanças, turismo e comércio exterior.
- Principais produtos exportados: produtos industrializados, bebidas, produtos tecnológicos.
- Principais produtos agrícolas produzidos: cereais, trigo, aveia, centeio.

Os principais propulsores da atual economia escocesa são: a industria eletrônica - que responde por mais de 50% de todas as exportações de manufaturados do país, as reservas de petróleo e gás, nas regiões próximas da costa, o uísque, o turismo, além dos setores madeireiro, pesqueiro e de serviços financeiros. De 1716 a 1845 o país adotou o free banking (sistema bancário livre)  que permitia a emissão de moeda privada, constituindo um sistema caracterizado por alta competitividade e estabilidade. Na atualidade, os quatro bancos de compensação escoceses emitem suas próprias cédulas, que são moeda corrente em todo o Reino Unido, mas as vezes são vistas com cautela pelos operadores do mercado inglês de valores mobiliários.

## Uísque
No reino Unido, a ortografia correta para uísque é whisky (no inglês americano, escreve-se whiskey). Há cerca de noventa destilarias na Escócia, a maioria no nordeste do país, as quais, em 2000, geraram exportações no valor de 1,3 bilhão de libras esterlinas (2,8 bilhões de dólares). O uísque de malte em particular, destilado segundo métodos antigos e com certo folclore, é apreciado e celebrado por conhecedores de todo o mundo. Os especialistas abordam a apresentação de criticas sobre maltes como uma função quase sagrada, fornecendo descrições evocativas e anotações em livros de referencia cuidadosamente pesquisados. De fato, mais do que tudo, o uísque é a Escócia.
As destilarias em Speyside são particularmente célebres e desfrutam de grande reputação (as mais famosas são Macallan, Linkwood, Cardhu, Clenfarcias, Strathisia, Mortalach, Glen Grant, Glenfiddich, Tamnavulin, The Glenlivet, Tamdhu e Dallas Dhu). Há 116 maltes simples classificados, divididos em highland, lowland ou islay. Os uísques blended são os mais comuns por todo o mundo, mas o consumo de uísque maltado cresce á medida que os consumidores descobrem a ampla faixa de subtipos existentes. A água utilizada na elaboração do malte, por exemplo, é filtrada em granito ou turfa? A cevada é oriunda do país ou importada? Tudo está no aroma da bebida!
O uísque, entretanto, nem sempre foi a bebida preferida dos escoceses. Nos séculos XVII e XVIII, por exemplo, o drinque preferido era o clarete (vinho tinto leve de cor vermelha-clara), embarcado em Bordeaux para o Leith. De fato, o próprio Robert Burns comprovou vastas quantidades consumidas em sua canção "Gae bring tae me a pint o' wine". O imposto sobre o vinho colocou um ponto-final em sua popularidade e forneceu uma abertura para as antigas destilarias ilegais se tornarem publicas (e legais) e desenvolverem o setor de uísques altamente valorizado que existe nos dias de hoje.
Da destilaria Dallas Dhu, fundada em 1899, o renomado e conhecedor e escritor Wallace Milroy oferece a seguinte informação, em seu Malt Whisky: "Aroma: toque delicado de turfa. Sabor: 100% encorpado, prolongado e com retrogosto suave [...]. Toda a destilaria atualmente é operada pelo Departamento de Edificios e Monumentos Históricos, e um ótimo local para visitar.
Degustação disponível após o jantar, com bebidas da destilaria e de engarrafadores independentes. 
Além disso, o Scoth Whisky Heritage Centre, em Edimburgo, apresenta uma introdução detalhada da industria do uísque e de sua "água da vida".
<conhecendo o reino unido,  Paul Norbury>